# Крозато, Джованни Баттиста
Джованни Баттиста Крозато (итал. Giovanni Battista Crosato; 1686, Тревизо — 15 июля 1758, Венеция) — итальянский живописец-декоратор венецианской школы, мастер квадратуры — декоративной росписи стен, создающей иллюзию продолжения архитектуры в воображаемом пространстве.

## Биография
Обучался скульптуре у Джованни Маркьори, навсегда сохранив интерес к чёткой проработке объёмов фигур в алтарных картинах, скульптурах и декоративных росписях, выполненных в Венето. Испытал влияние живописи Дж. Б. Тьеполо и С. Риччи.
В 1733 году Крозато переехал в Турин, где его наняли для создания фресок в Палаццине Ступиниджи. В приемной дворца Ступиниджи он создал фреску «Жертвоприношение Ифигении» и росписи двух лоджий с изображениями рокайльных мотивов — путти, цветочных гирлянд, амуров, букетов, аллегорий «Четырех времён года».
С 1736 по 1752 год он был членом венецианского братства живописцев (collegio dei pittori di Venezia), но в 1740 году вернулся в Турин, чтобы работать в различных церквях, включая церковь Визитационе-ди-Пинероло. В Турине он также трудился театральным декоратором, в том числе с Джованни Франческо Коста в Teatro Regio. В 1749 году он сотрудничал с Джироламо Менгоцци-Колонна в оформлении Туринского карнавала. В 1752 году он работал вместе с Пьетро Визентини в Ка-Пезаро. В 1756 году Крозато был принят в Венецианскую Академию. Среди его учеников был Бернардино Галлиари.

## Оценки творчества
Крозато пользовался известностью как создатель произведений на сюжеты из древней истории и мифологии. Известный деятель эпохи Просвещения, венецианец граф Франческо Альгаротти заказал художнику росписи своей виллы в Карпенедо с изображением сцен из Троянской войны.
Крозато использовал композиционные приёмы Тьеполо и Пьяццетты, восходящие к эмилианской традиции, но не перегружал композицию фигурами, оставляя свободным иллюзорный прорыв в поднебесное пространство. Он как бы соединял воедино элементы двух традиций декоративных росписей, получивших развитие в монументальной живописи Венето в XVIII столетии. «Его художественный язык характеризуется культурной сложностью, где вклад космополитического мира савойского двора и его почти постоянное сотрудничество с квадратуристами и даже сценографами, безусловно, были решающими. Язык его живописи, в которой преобладает сильный компонент рококо, в искрящемся мазке, в быстрой, цветистой манере исполнения, в композиции, где действуют маленькие и нервные фигуры, одновременно коннотичен и отражает интерес к реальности, которые переводят великолепие мифологических композиций в остроумные живые сцены».
Крозато увлекался техникой гризайль. Луиджи Ланци писал, что «Джованни Баттиста Крозато — один из тех мастеров, который обманывает глаз рельефом и крепкими иллюзорными изображениями, которые кажутся совсем настоящими».

## Галерея
- Нахождение Моисея. Между 1700 и 1750. Холст, масло. Государственный музей изобразительных искусств имени А. С. Пушкина, Москва
- Святой Карло Борромео. Бумага, кисть, перо, сепия
- Жертвоприношение Ифигении. Роспись плафона комнаты королевы. 1733. Палаццина Ступиниджи, Турин
- Сияние Аполлона. Роспись центральной части плафона Бального зала. 1753. Ка-Реццонико, Венеция
- Аврора, управляющая колесницей утренней зари. Деталь. 1730-е гг. Холст, масло. Художественный музей Блентон, Остин, Техас, США